# Neolimnophora virgo
Neolimnophora virgo är en tvåvingeart som först beskrevs av Villeneuve 1906.  Neolimnophora virgo ingår i släktet Neolimnophora och familjen husflugor. Inga underarter finns listade i Catalogue of Life.